# Xonacatlán, Guerrero
Xonacatlán är en ort i Mexiko.   Den ligger i kommunen Alcozauca de Guerrero och delstaten Guerrero, i den sydöstra delen av landet, 230 km söder om huvudstaden Mexico City. Xonacatlán ligger 1 695 meter över havet och antalet invånare är 740.
Terrängen runt Xonacatlán är lite bergig. Runt Xonacatlán är det ganska tätbefolkat, med 166 invånare per kvadratkilometer. Närmaste större samhälle är Tlapa de Comonfort, 18,0 km väster om Xonacatlán. I omgivningarna runt Xonacatlán växer huvudsakligen savannskog.